# Servicio de Información e Investigación
El Servicio de Información e Investigación va ser un servei d'intel·ligència pertanyent al partit Falange Española Tradicionalista y de las JONS que va operar durant la Guerra Civil Espanyola i la Dictadura franquista com una espècie de força parapolicial,, amb la missió de vigilar a opositors i confeccionar informes personals.

## Història
Abans de l'esclat de la guerra civil, Falange Española y de las JONS disposava d'un petit servei d'informació que redactava informes personals sobre «enemics» del partit. Després del començament de la guerra, les seves activitats i el seu camp d'actuació van augmentar vertiginosament. No obstant això, després del Decret d'Unificació i la creació de FET i de les JONS, al començament de maig de 1937 el servei d'informació de Falange va quedar sota control directe del Servei d'Informació Militar.
Després de la contesa, aquest servei va continuar amb les seves activitats. Per exemple, en 1940, tenia desplegats per tot Espanya a uns 3.804 falangistes i col·laboradors, i en els seus arxius disposava de 5.092.748 fitxes i de 2.962.853 expedients. Segons les seves pròpies memòries, solament en aquest any el servei d'informació hauria confeccionat 803.480 informes, el que dona una idea del seu volum de treball. En moltes ocasions la seva labor va arribar a superposar-se amb la dels Cossos de seguretat de l'Estat. Atès que FET y de las JONS era el partit únic, disposava de molts militants repartits en totes les capes de la societat, la qual cosa li permetia accedir a molta informació. El servei d'informació de Falange disposava de delegacions provincials i també delegacions en tots els municipis. Durant la Segona Guerra Mundial els serveis secrets de Falange també es van fer càrrec de l'espionatge dirigit als diplomàtics els aliats en l'Espanya franquista, col·laborant amb els serveis secrets nazis.
Al capdavant de l'organisme van estar, entre d'altres, Santiago Tena Ferrer, José Finat y Escrivá de Romaní (1939-1941), José Aybar Pérez (1941-1942), David Jato Miranda (1942-1944), Luis González Vicén (1944-1948), Carlos Ruiz García (1948) o Gumersindo García Fernández. El mandat de José Finat —posteriorment, director general de Seguretat— va ser significatiu, atès que va constituir el període de major cooperació de l'organisme amb les forces policials.
Fins a 1945 es va mantenir molt actiu, encara que posteriorment la seva activitat va descendir. El Servei d'informació de Falange també estava encarregat d'investigar el passat dels candidats a les eleccions del Sindicat Vertical i de supervisar el procés electoral mateix. Va desaparèixer després de la mort de Franco.